# 耶律毗牒
耶律毗牒（?—?），唐朝中期契丹迭剌部的领袖，他的父亲耶律涅里已经执掌了遥辇氏的大权。儿子是耶律颏领，他的孙子耶律耨里思（肃祖）是建立辽朝的辽太祖耶律阿保机的高祖父。但是，辽太祖没有追尊六代祖宗。